# William Wordsworth Fisher
Sir William Wordsworth Fisher (Blatchington, 26 marzo 1875 – Southsea, 24 giugno 1937) è stato un ammiraglio britannico della Royal Navy che fu al comando di una corazzata nella battaglia dello Jutland e divenne comandante in capo della flotta del Mediterraneo.
Arthur Marder lo descrisse come "l'ammiraglio eccezionale del periodo tra le due guerre".

## Biografia
Fisher era nato a Blatchington nel Sussex, figlio dello storico Herbert William Fisher e di sua moglie Mary Louisa Jackson (1841–1916). Entrò nella Royal Navy nel 1888 e si addestrò sulla HMS Britannia.
Come guardiamarina prestò servizio sull'HMS Raleigh, nave ammiraglia dello Squadrone del Capo di Buona Speranza e dell'Africa occidentale, per tre anni dal 1890 al 1893, prima di imbarcarsi sull'HMS Calypso nello Squadrone di addestramento. Dopo esami e corsi, divenne sottotenente, e si imbarcò sull'incrociatore protetto HMS Hawke nella flotta del Mediterraneo nel gennaio 1896. La nave era sinonimo di intelligenza, la sua "ancora da torrente ... mantenuta brunita come argento lucido", e Fisher la lasciò come luogotenente, con rapporti molto apprezzati dai suoi comandanti, e selezionato per il corso di artiglieria.
Entrò nel corso di artiglieria, per un primo anno al Royal Naval College di Greenwich, il 14 settembre 1898, insieme ad altri Luogotenenti che si sarebbero ugualmente distinti negli anni successivi: Alexander Ludovic Duff, Frank Larken, Tufton Beamish e E.A. Taylor. Per il secondo anno del corso fu a Whale Island e il terzo e ultimo anno lo frequentò come personale di una scuola di artiglieria, che per Fisher doveva essere Whale Island. Si imbarcò sulla moderna corazzata pre-dreadnought HMS Canopus, come tenente di artiglieria a Malta nel novembre 1901. A metà del 1903 era di nuovo a terra, nello staff senior della scuola di artiglieria Cambridge a Devonport e dal 1º gennaio 1904 divenne ufficiale di stato maggiore a Whale Island. Questa nomina normalmente lo avrebbe portato a diventare primo luogotenente di Whale Island, ma Fisher litigò con il capitano Percy Scott, il famoso esperto di artiglieria che allora comandava "The Island".
Tuttavia, la sua reputazione gli consentì di resistere a piccole tempeste, e fu scelto dal capitano Arthur Leveson, capitano di bandiera dell'ammiraglio Sir William May, come primo tenente di artiglieria della nuova ammiraglia della flotta atlantica, HMS King Edward VII, imbarcandosi nel gennaio 1905. Strinse un'amicizia salda e duratura con Dudley Pound, in diciotto mesi impegnativi a bordo, lasciando la nave poco dopo essere stato selezionato per la promozione anticipata a Comandante, indossando il suo "cappello d'ottone" il 30 giugno 1906, all'età di soli 31 anni.
Il suo primo incarico a tre strisce, nel settembre 1906, fu come comandante della corazzata pre-dreadnought HMS Albemarle, nave ammiraglia del contrammiraglio dell'Atlantic Fleet, che presto sarebbe stata comandata dal capitano Robert Falcon Scott e battente bandiera del contrammiraglio John Jellicoe. I suoi successi su questa nave lo portarono, nello stesso ruolo nel giugno 1908, all'imbarco sul nuovo incrociatore da battaglia HMS Indomitable, pronto a portare il Principe di Galles in Canada per una visita di sette giorni. Questo fu presto seguito dal suo diventare comandante di bandiera, consigliere di artiglieria, del comandante in capo della Home Fleet, il suo vecchio capo ammiraglio Sir William May, battendo la sua bandiera nella nuova corazzata HMS Dreadnought, dove sviluppò tattiche di artiglieria. Quando l'ammiraglio May fu nominato comandante in capo a Plymouth, nella primavera del 1911, Fisher lo seguì come suo comandante di bandiera, un incarico che gli permise di vivere a casa con la sua nuova moglie, pedalando per sei chilometri per andare al lavoro, per circa nove mesi. Quindi si imbarcò sul nuovo incrociatore da battaglia HMS Princess Royal, allestito a Vickers, Barrow-in-Furness, ma prima che fosse incaricato, lo aveva lasciato, essendo stato promosso, alla giovane età di 37 anni, a capitano il 1º luglio 1912.
Il 10 dicembre 1912 "W.W." si imbarcò sulla corazzata HMS St. Vincent, portando la bandiera del contrammiraglio Somerset Gough-Calthorpe. Nel 1916 divenne una "nave privata" (non battente bandiera di ammiraglio) e, per la prima parte del suo servizio nella prima guerra mondiale, era ancora comandante della HMS St. Vincent nella battaglia dello Jutland. Comandò quella corazzata per tre anni e cinque mesi e si trasferì alla Divisione Antisommergibile dell'Ammiragliato alla fine di settembre 1916, diventando Direttore nel maggio 1917, dove rimase fino al gennaio 1919, dopo aver supervisionato una serie di nuove invenzioni per sconfiggere la minaccia sottomarina del nemico.
Fu nominato capitano della corazzata HMS Iron Duke il 2 gennaio 1919, nave che presto si unì alla flotta del Mediterraneo. Lì, la sua iniziativa venne sfruttata in difficili situazioni diplomatiche e politiche in Turchia, Egitto e Mar Nero. Nell'agosto 1919, l'HMS Iron Duke divenne l'ammiraglia del nuovo comandante in capo della flotta mediterranea, ammiraglio Sir John de Robeck che chiese a Fisher di essere il suo capo di stato maggiore, nel grado di Commodoro di 2ª classe; andò con de Robeck nella stessa posizione nella flotta atlantica nel 1922, prima come Commodoro di 1ª classe e poi come contrammiraglio.
Continuò a essere contrammiraglio nel 1º squadrone da battaglia della flotta mediterranea nel 1924 per un anno e poi trascorse dieci mesi a terra, a metà paga, prima di assumere la carica di direttore dell'intelligence navale, per otto mesi, durante la malattia del contrammiraglio Alan Hotham. Fu nominato Quarto Lord del Mare e Capo dei rifornimenti e dei trasporti nel 1927 e promosso vice ammiraglio nel gennaio 1928. Fu nominato vice capo di stato maggiore della marina nel 1928, supervisionando un periodo di economia navale. Divenne comandante del 1º Squadrone da Battaglia e secondo al comando della Flotta del Mediterraneo, issando la sua bandiera sulla corazzata HMS Revenge, a Marsiglia, nell'ottobre 1930.
Dopo una tregua di sei mesi in Inghilterra, dall'aprile 1932, fu promosso ammiraglio a pieno titolo e divenne comandante in capo della flotta mediterranea, issando la sua bandiera sulla corazzata HMS Resolution, il 31 ottobre 1932. Durante più di un decennio come ufficiale di bandiera con la flotta del Mediterraneo, aveva sviluppato un grande affetto per Malta, e il suo amore per i bambini del villaggio di Mġarr è segnato dal nome di Fisher Road. Cedette il comando alla fine di marzo 1936 e continuò ad essere comandante in capo, a Portsmouth, issando la sua bandiera sulla HMS Victory il 7 luglio 1936. Dopo la Coronation Naval Review e la King's Birthday Review, a Southsea Common, morì in carica, mentre era in congedo nel paese, dopo poco meno di un anno, alla fine di giugno 1937.

## Famiglia
Fisher sposò Cecilia Warre-Cornish (1º maggio 1886-30 gennaio 1965), figlia di Francis Warre Warre-Cornish il 21 dicembre 1907. La loro figlia, Cecilia Rosamund Fisher (22 novembre 1909 – 1991) sposò il capitano Richard Duke Coleridge, 4º barone Coleridge (1905–1984)  della Royal Navy il 28 agosto 1936; ebbero 2 figli, compreso l'attuale pari. Un'altra figlia Horatia Mary Fisher sposò il capitano del gruppo Geoffrey Mungo Buxton (1906–1979), nipote maternale del 3º conte di Verulam, e ebbe tre figlie sopravvissute.
Aveva dieci tra fratelli e sorelle tra cui Herbert Fisher, Edmund Fisher, Charles Fisher, Florence Henrietta Darwin (nata Fisher), Adeline Vaughan Williams (nata Fisher) e Cordelia Curle (nata Fisher). Sua sorella Cordelia Fisher sposò l'autore, critico e giornalista Richard Curle ed era la madre dell'accademico Adam Curle.
Era cugino di primo grado di Virginia Woolf nata Virginia Stephen. Nel 1910 il suo allora comando HMS Dreadnought fu preso di mira nella beffa della Dreadnought da Virginia Woolf, il fratello di lei Adrian Stephen e altri.